# Colocleora clio
Colocleora clio är en fjärilsart som beskrevs av Pierre E.L. Viette 1973. Colocleora clio ingår i släktet Colocleora och familjen mätare. Inga underarter finns listade i Catalogue of Life.